# Acratophorus argentinensis
Acratophorus argentinensis és una espècie extinta de sinàpsid de la família dels kannemeyèrids que visqué a Sud-amèrica durant el Triàsic inferior, fa entre 228 i 237 milions d'anys. Se n'han trobat restes fòssils a la província argentina de Mendoza. Avui en dia es tracta de l'única espècie del gènere Acratophorus, tot i que anteriorment era classificat en el si de Kannemeyeria. Era un kannemeyeriforme de mida mitjana, amb el crani d'aproximadament 20 cm en la seva major dimensió. El nom genèric Acratophorus (‘acratòfor’, ‘el que porta vi sense aigualir’) és un epítet de Dionís, el déu grec del vi, i es refereix a la importància vinicultural de la província de Mendoza.